# Euan Lloyd
Pour les articles homonymes, voir Lloyd.
Euan Lloyd est un producteur britannique né à Rugby (Grande-Bretagne) le 6 décembre 1923 et mort le 2 juillet 2016 à Londres.

## Filmographie

### Comme producteur
- 1961 : Le Dernier Passage de Phil Karlson
- 1965 : Genghis Khan d'Henry Levin
- 1966 : Bien joué Matt Helm d'Henry Levin
- 1968 : Shalako d'Edward Dmytryk
- 1973 : Les Colts au soleil (Un hombre llamado Noon) de Peter Collinson
- 1978 : Les Oies sauvages (The Wild Geese) d'Andrew V. McLaglen
- 1980 : Le Commando de Sa Majesté (The Sea Wolves) d'Andrew V. McLaglen
- 1982 : Commando (Who Dares Wins) de Ian Sharp
- 1985 : Les Oies sauvages 2 (The Wild Geese II) de Peter Hunt

### Comme réalisateur
- 1954 : April in Portugal (en) d'Euan Lloyd